# Сусов, Владимир Иванович
Владимир Иванович Сусов (25 мая 1937, Москва — 18 января 2018) — советский и российский агроном

-садовод, заслуженный агроном Российской Федерации.

## Биография
Отец — слесарь авиационного завода, мать — швея на фабрике.
- С 1955 по 1962 год — студент плодоовощного факультета Московской сельскохозяйственной академии имени К. А. Тимирязева (ТСХА).
- С 1963 по 1964 год — техник-питомниковод плодового питомника Плавского лесхоза Плавского района Тульской области.
- С 1964 по 1968 год — агроном-питомниковод, старший агроном-садовод совхоза «Память Ильича» Пушкинского района Московской области.
- С 1968 по 1971 год — аспирант кафедры плодоводства ТСХА.
- 1972 год — защитил кандидатскую диссертацию по теме «Повышение зимостойкости яблони прививкой в крону скелетообразователей в молодых садах Московской области»[1].
- С 1971 года по 1973 год — старший агроном на плодовой станции ТСХА.
- С 1973 по 1983 год — старший научный сотрудник лаборатории плодоводства ТСХА.
- С 1989 по 2007 год — ведущий научный сотрудник лаборатории плодоводства ТСХА.

С 1970-х годов и до выхода на пенсию в 2007 году возглавлял Учебно-опытный сад имени И. В. Мичурина (Мичуринский сад) лаборатории плодоводства ТСХА.
Продолжая исследования своего учителя Б. Н. Анзина (1902—1974) по сортоиспытанию и сортоизучению, Владимир Иванович создал коллекцию из 700 сортов таких пород плодовых деревьев как яблоня, груша, вишня, слива, алыча, абрикос, черешня, персик, рябина сладкоплодная, айва обыкновенная, луизеания, грецкий орех, орех-лещина, орех-пекан, каштан съедобный, шелковица и др. До конца жизни продолжал исследования по новым агроприёмам, направленным на повышение зимостойкости плодовых деревьев и по испытанию более 130 перспективных сортов и гибридов различных пород плодовых культур в своём саду в деревне Лугинино Солнечногорского района Московской области.

## Признание
- Указом президента РФ Путина В. В. за № 154264 от 16 апреля 2004 года В. И. Сусову присвоено почетное звание «Заслуженный агроном РФ».
- Именем Сусова названа улица в деревне Мешено Ржевского района Тверской области.

### Книги
Источник информации — электронный каталог РНБ:
1. Перспективные сорта плодовых деревьев в Тимирязевской сельскохозяйственной академии. — М.: Товарищество «ДеКонт», 1993. — 30 с. — 50000 экз. — ISBN 5-8330-0031-9 (Изд. фирма «Героика и спорт»).
2. Повышение зимостойкости и урожайности плодовых деревьев. — М. : Товарищество «ДеКонт», 1993. — 126 с. — 50000 экз. — ISBN 5-8330-0035-1 (Изд. фирма «Героика и спорт»).
3. Повышение зимостойкости и урожайности плодовых деревьев. — М. : Изд-во МСХА, 1993. — 118 с. — 10000 экз. — ISBN 5-7230-0241-4.
4. Обрезка и формировка плодовых деревьев / В. Сусов. — Москва : КолосС, 2009. — 47 с. — (Библиотечка журнала Сад и огород; вып. 4).

### Патенты
Патент № 2164365 «Использование молочной плёнки при зелёном черенковании»

Патент № 2183398 «Использование кронообразователей»

Патент № 2273984 «Посадка плодовых деревьев на клумбы с оголением корней»

Патент № 2273985 «Летняя формировка побегов»